# 埃弗谢德效应
埃弗谢德效应（英語：Evershed effect）由英国天文学家约翰·埃弗谢德于1909年发现，从太阳黑子的本影和半影间，有气体向二边水平輻射流。流速距出发点越运，速度越快，气体流的典型速度为1-4Km每秒，达到太阳黑子外边界处突然停止，这种现象称为埃弗谢德效应。此效应对太阳黑子的形成，稳定和动力过程都起重要作用；而且是太阳物理的基本问题之一。
现在关于埃弗谢德效应的理论主要有二大类：
1. 气体在磁通管内作管状流动[2]
2. 气体如放长卷作对流式运动[3]

但对其物理机制尚未有统一的认识。